# 1,2-benzochinon
1,2-benzochinon, také nazývaný ortho-benzochinon, je organická sloučenina, společně s 1,4-benzochinonem jeden ze dvou izomerů benzochinonu. Jedná se červeně zbarvenou těkavou pevnou látku rozpustnou ve vodě a diethyletheru. Samotná sloučenina je nestálá, ale 1,2-benzochinonové skupiny se vyskytují v řadě dalších sloučenin.
4,5-dimethyl-1,2-benzochinon, uměle připravovaný orthochinon, je také červeně zbarvenou pevnou látkou.

## Struktura
Molekula má symetrii druhu C2v. Dvojné vazby jsou lokalizované, se střídáním delších a kratších vazeb C-C. Vazby C=O mají délku 121 pm.

## Vznik a reakce
1,2-benzochinon se vyrábí oxidací pyrokatecholu ve vodném roztoku vzdušným kyslíkem nebo orthooxidací fenolu.
Jeden z kmenů bakterie Pseudomonas mendocina metabolizuje kyselinu benzoovou přes pyrokatechol na 1,2-benzochinon.
Orthochinony mají využití v organické syntéze.

## Výskyt

Oxidaci lysylových postranních řetězců zprostředkovávají orthochinony nazývané lysyltyrosylchinony.

1,2-benzochinonové skupiny obsahují mimo jiné pigment melanin a enzymové kofaktory tryptofantryptofylchinon, cysteintryptofylchinon, lysintyrosylchinon, a pyrrolochinolinchinon.